# Мінський планетарій
Мінський планетарій (біл. Мінскі планетарый, рос. Минский планетарий) — комплекс із планетарію та обсерваторії у парку Горького в Мінську, побудований у стилі радянського модернізму і відкритий у 1965 році. Найбільший стаціонарний планетарій у Білорусі. Є лабораторією відділу інтелектуальної творчості Мінського палацу молоді.

## Архітектура

### Планетарій
Будівля складається з двох об'ємів: холу та сферичного залу. Перший є прямокутним у плані об'ємом, виконаним з цегли. Фасад має панорамне скління на всю ширину об'єму. Дах із боку вхідної групи виступає, створюючи козирок. Зоряний зал на 120 осіб (для зоряних сеансів — 100) обладнаний куполоподібним екраном та оптико-механічним проєктором (модель ZKP-1 фірми Carl Zeiss, НДР). Об'єм сферичного залу — півколо з циліндром, що виступає з нього, зі сферичним дахом, необхідним для демонстрації сферичних зображень. Циліндр декорований сірим металевими панелями, що асоціюються з дизайном перших космічних кораблів. Частина об'єму за межами циліндра відведена під технічні приміщення, вона декорована 18 маленькими квадратними вікнами, розташованими по шість вікон у три ряди.

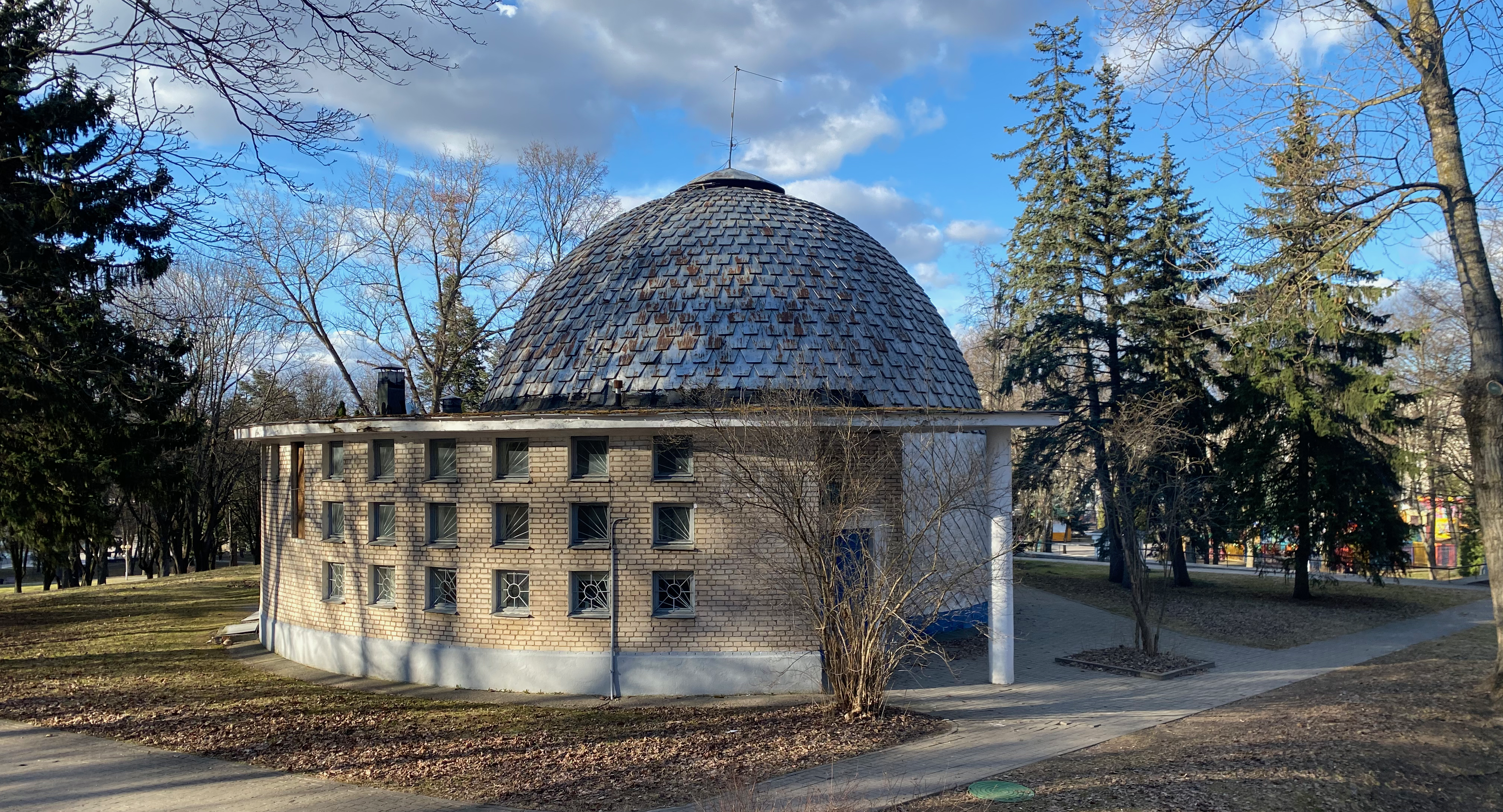
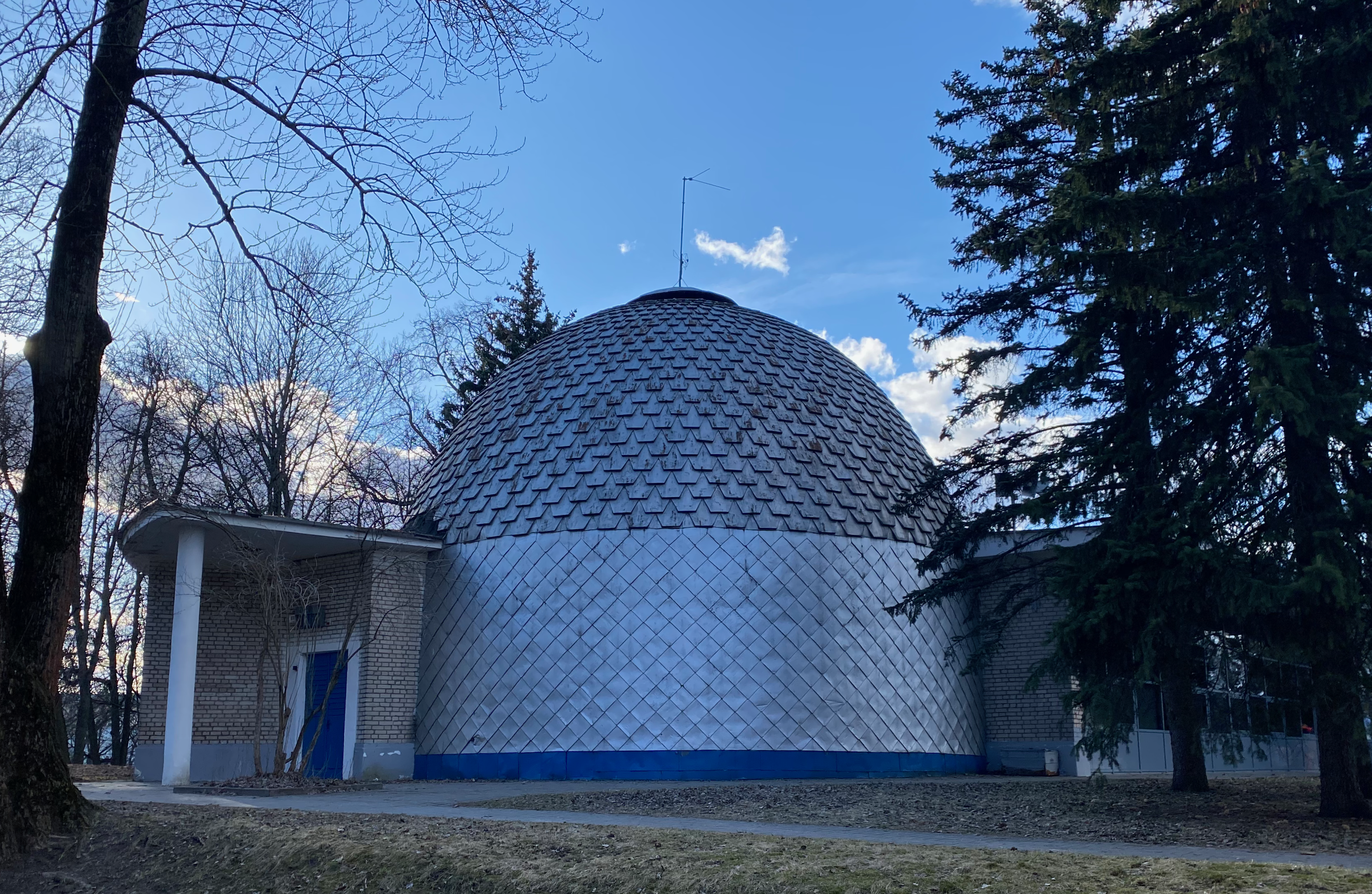
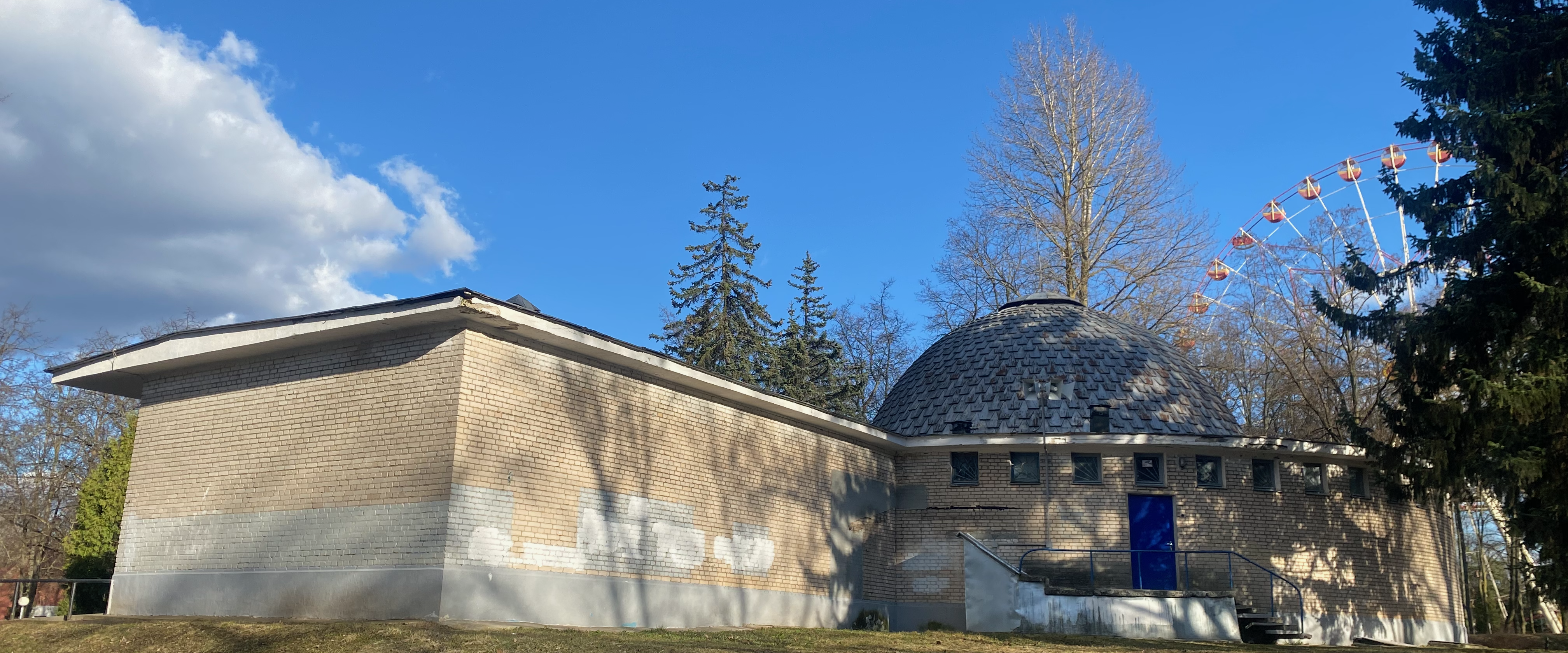
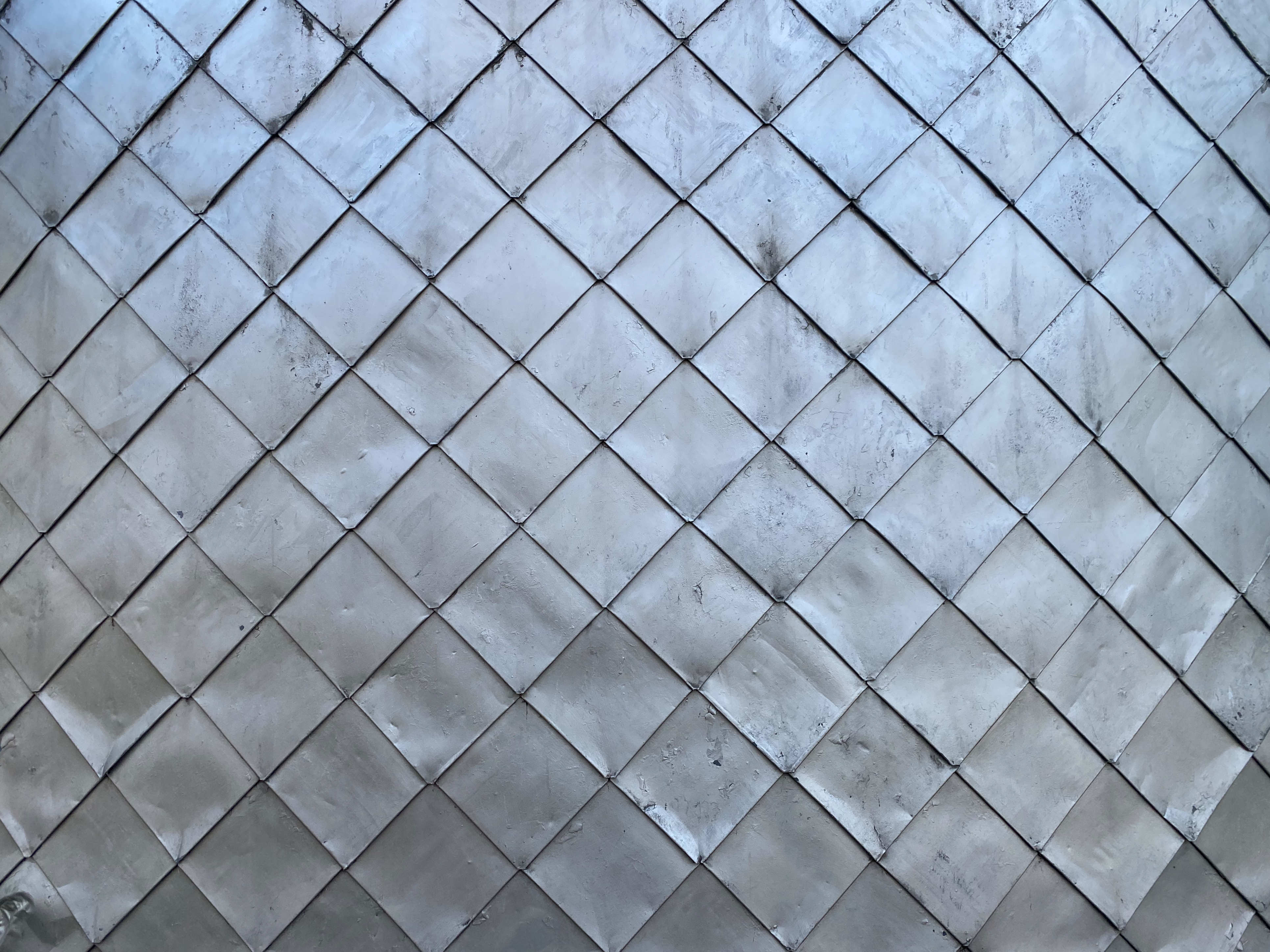
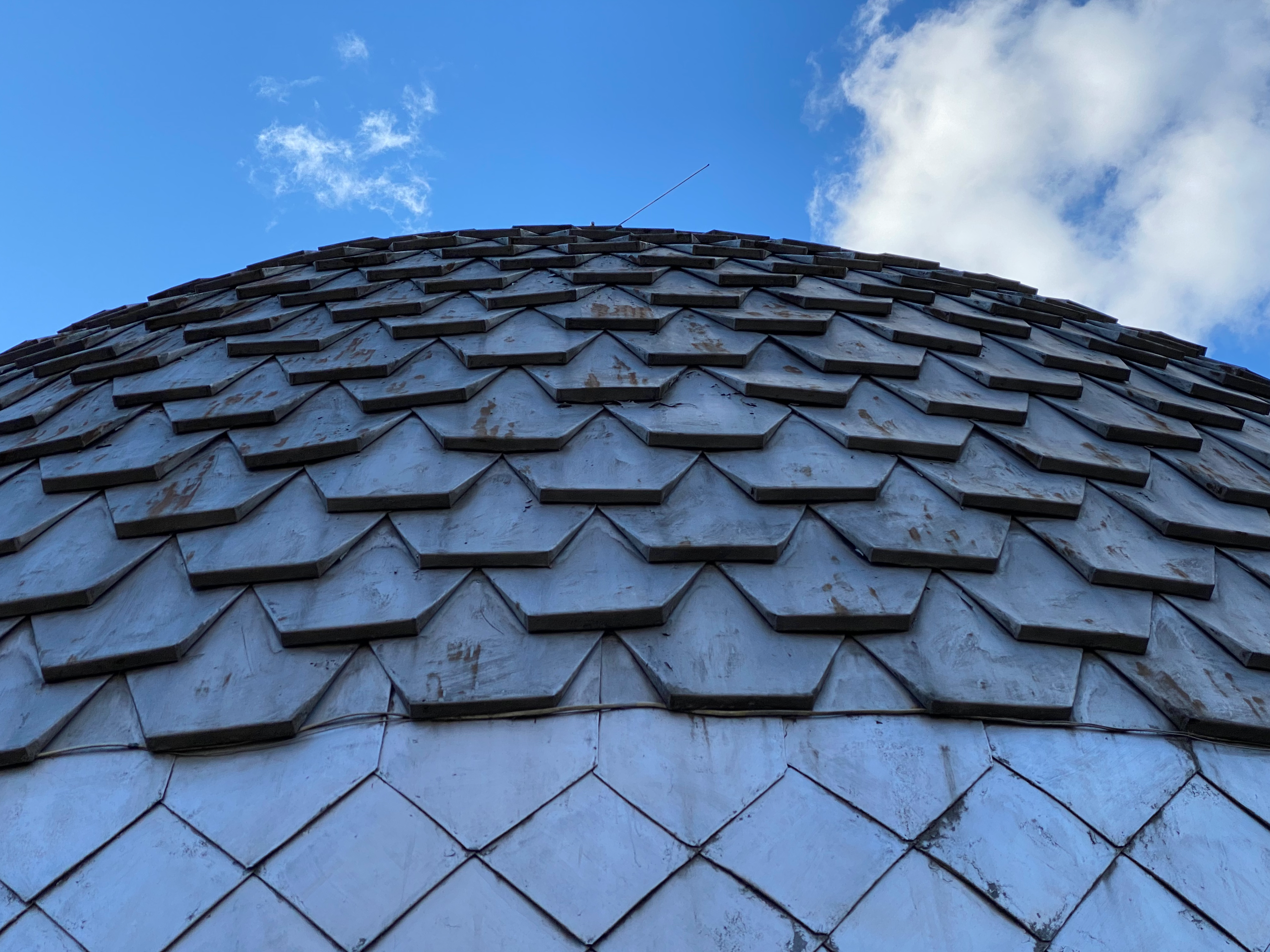

### Обсерваторія
Будівля у формі циліндра заввишки 6 метрів зі сферичним дахом. Башта обсерваторії має діаметр 6 метрів. Частина даху може розсуватися для забезпечення роботи телескопа. Для усунення впливу турбулентності приземних шарів повітря будівля має значний підйом над земною поверхнею. У ній встановлений 130-мілімтровий телескоп-рефрактор компанії Carl Zeiss (фокусна відстань — 1950 мм, збільшення — 300×), за допомогою якого під керівництвом фахівців відвідувачі можуть спостерігати небесні об'єкти. Циліндр обвитий гвинтовими сходами, через які здійснюється доступ до телескопа. Весь циліндр має панорамне скління.

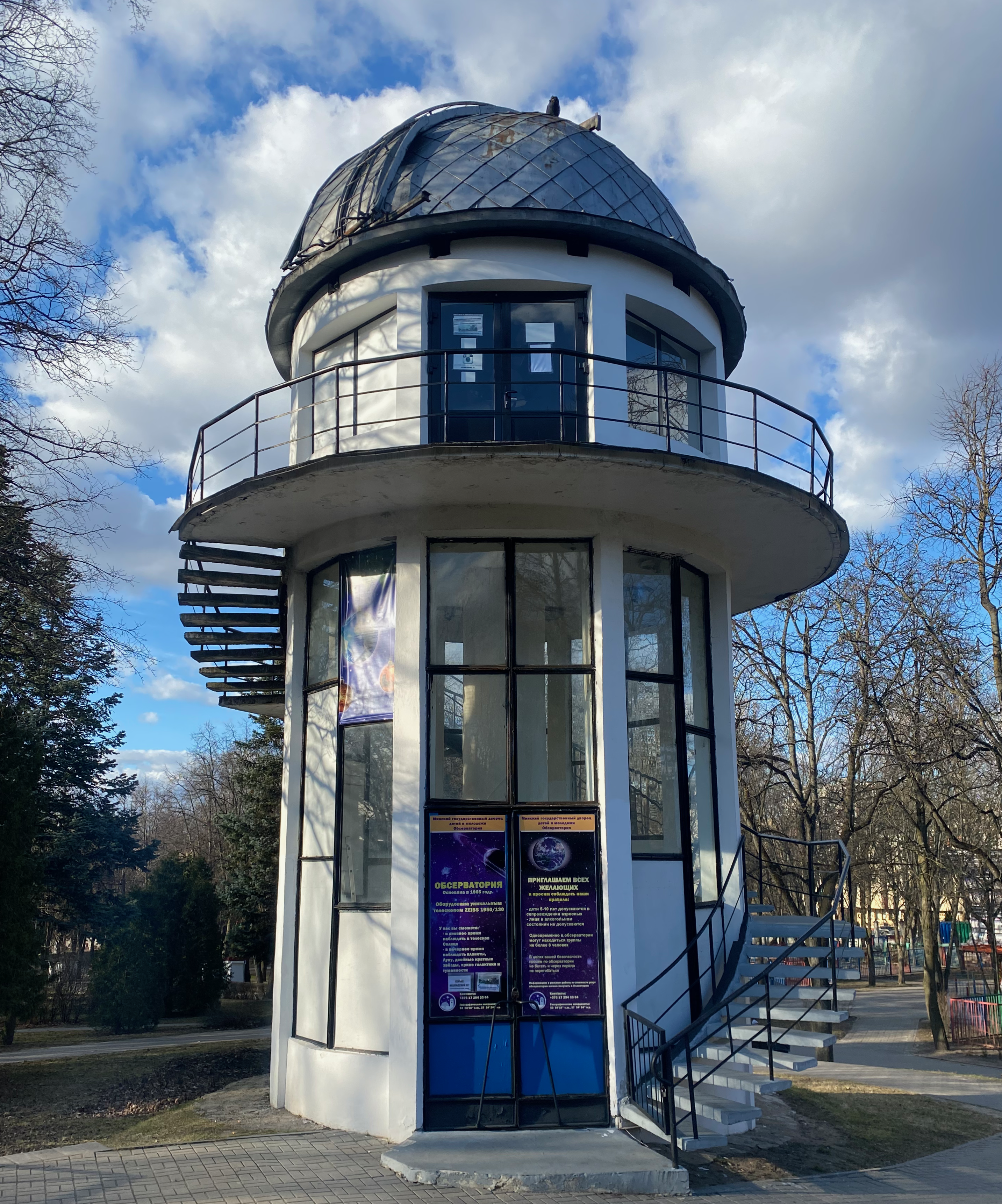
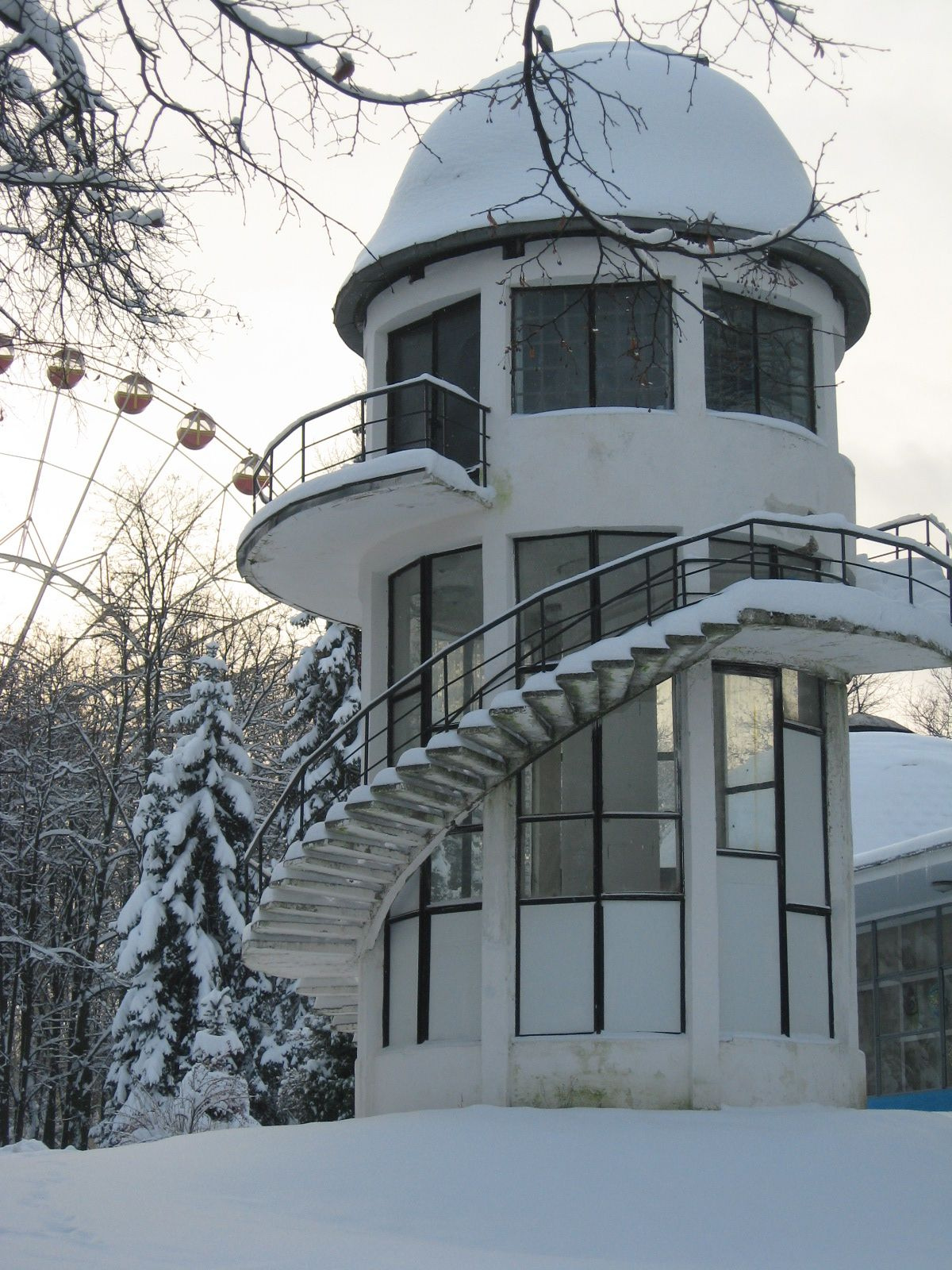

## Проєкти та заходи
- Зоряні сеанси[4], лекції[5]
- Дні астрономії
- Дні космонавтики
- Зоряні новини
- Небо для двох
- Зоряне весілля
- Виставки та експозиції

При планетарії 1 листопада 2008 створено клуб любителів астрономії «Аш-ню».